# Iso Kuusijärvi (sjö i Kuhmo, Kajanaland, Finland)
Iso Kuusijärvi är den största av fyra småsjöar i Kuusijärvet, sjöar i Finland. De ligger i kommunen Kuhmo i landskapet Kajanaland, i den östra delen av landet, 500 km nordost om huvudstaden Helsingfors. Iso Kuusijärvi ligger 213 meter över havet. Arean är 32,1 hektar och strandlinjen är 3,12 kilometer lång. Sjön  ingår i Uleälvens huvudavrinningsområde. 